# Піоціанін
Піоціанін (PCN-) — органічна гетероциклічна сполука, блакитно-зелений пігмент, що продукується грам-негативною паличкою Pseudomonas aeruginosa. Піоціанін є вторинним метаболітом з антибіотичною дією, здатним окислювати інші молекули та утворювати реактивні види кисню і знищувати бактерії, що конкурують з P. aeruginosa, а також клітини легенів ссавців, інфікованих під час муковісцидозу. Існують три різних стани, в яких може існувати піоціанін: окиснений, одновалентно відновлений або бівалентно відновлений. Мітохондрії відіграють важливу роль у циклуванні піоціаніну між його окисно-відновними станами. Завдяки своїм редокс-активним властивостям, піоціанін виробляє реактивні форми кисню.

## Біосинтез
Піоціанін синтезується тільки після експоненційної фази росту бактерії. Було також виявлено, що піоціанін утворюється у відповідь на обмеження поживних речовин (наприклад, вуглець або кисень). Так само була показана зворотня залежність швидкості росту від утворення піоціаніну. При інтенсивному і швидкому зростанні бактерія продукувала менше піоціаніну.
Піоціанін синтезується з хорізмової кислоти. Біосинтез піоціаніну регулюється за допомогою оперонів phzABCDEFG і генів phzH, phzM і phzS, які модифікують шікімову кислоту в трициклічні з'єднання. Синтез піоціаніна також регулюється за допомогою почуття кворуму (QS) — процесу, пов'язаного з акумуляцією низькомолекулярних сигналів і залежить від щільності клітин, що дозволяє бактеріям модулювати експресію генів.
шикімова кислота → хорізмова кислота → феназин-1-карбонова кислота → 5-метилфеназин-1-карбонова кислота бетаїн → піоціанін.

## Біологічні властивості
Піоціанін є вторинним метаболітом, який володіє антибіотичною активністю, а також здатністю координувати реакції мікробних спільнот на зміни в навколишньому середовищі.
Очищена форма піоціаніну має антибактеріальну активність і, в залежності від концентрації піоціаніну, бактеріцидний ефект змінювався. Було досліджено механізм, за допомогою якого глікоціанін пригнічує зростання бактерій і було зроблено висновок про те, що піоціанін взаємодіє з дихальним ланцюгом аналогічним шляхом, що призводить до нездатності бактеріальних клітин виконувати їх активний метаболічний транспортний процес.
Pseudomonas aeruginosa має стійкість навіть до великих концентрацій піоціаніну. Так само, було досліджено, що деякі інші види Pseudomonas стійкі до дії феназину. Цікаво, що апіоціоніногенни псевдомонади також стійкі до пігменту, що свідчить про те, що резистентність до піоціаніну може бути характерною для всього роду.

## Застосування піоціаніну
Сучасні дослідження показують, що піоціанін добре проявляє себе в якості інгібітора росту більшості грам-позитивних бактерій і деяких видів грибів, але питання про його токсичність залишається відкритим. Бактеріцидний ефект залежить від концентрації піоціана — підвищена концентрація знижує життєздатність штамів інших бактерій. Грам-позитивні бактерії більш сприйнятливі, ніж грам-негативні. Всі апіоциногенні Pseudomonas повністю стійкі до пігменту, що свідчить про те, що резистентність може бути характеристикою роду.  Крім того, гени, відповідальні за виробництво пігменту, можуть бути індуковані або вставлені з використанням молекулярних методів для збільшення виробництва метаболіту. Проводяться дослідження про синтетичну модифікацію піоціаніну для збільшення антибіотичних властивостей і зменшення згубного впливу на людину.
Піоціанін може застосовуватися у біосенсорах, в якості окислювально-відновного з'єднання для здійснення перенесення електронів між молекулами ферменту та електродним матеріалом. Очікується, що біосенсори на основі піоціаніну, зможуть застосовуватися в різних областях, таких як сільське господарство та медицина.
Піоціанін можна використовувати в якості електронного переносника в мікробних паливних елементах. Було відзначено, що додавання піоціаніну до паливного елементу, який містить Brevibacillus PTH1 збільшувало швидкість перенесення електронів у бактерії у два рази, що підвищувало енергоефективність батареї.
Крім того, піоціанін може з'єднуватися з органічними речовинами й формувати нові комплекси, які можуть використовуватися в органічних світлодіодах (OLED). Такі світлодіоди мають низьку енерго.